# Ильяшенки
Ильяшенки — малороссийские дворянские роды. Из них три рода, идущие от переяславского полкового сотника Ивана Ильяшенко (умер в 1727 г.), чигриндубровского сотника Яремы Ильяшенко (1695—1700) и кременчугского сотника Гаврила Ильяшенко (1723—1729), восходят к концу XVII в. и внесены в I часть дворянской родословной книги Полтавской губернии.

## Описание герба
Золотой крест, стоящий на полумесяце рогами, обращёнными вверх, по сторонам его две звезды.
Щит увенчан дворянскими шлемом и короной. Нашлемник: три страусовых пера. Намёт на щите красный, подложенный серебром.